# When Doves Cry
When Doves Cry è un brano musicale del cantautore statunitense Prince, pubblicato nel 1984.
La rivista Rolling Stone ha inserito la canzone alla posizione numero 52 nella lista delle migliori 500 canzoni di sempre da loro redatta.

## Il brano
Si tratta di un singolo discografico estratto dall'album Purple Rain.
Il brano è stato registrato nel marzo 1984 presso il Sunset Sound Studio.

## Video
Il videoclip, diretto dallo stesso Prince, è stato pubblicato da MTV nel giugno 1984.

## Tracce
12" (USA)
1. When Doves Cry - 5:52
2. 17 Days - 3:54

12" (UK)
1. When Doves Cry - 5:52
2. 17 Days - 3:54
3. 1999 - 6:22
4. D.M.S.R. - 8:05

## Classifiche

### Classifiche settimanali
| Classifica (1984)        | Posizione massima |
| ------------------------ | ----------------- |
| Australia                | 1                 |
| Austria                  | 19                |
| Belgio (Fiandre)         | 6                 |
| Canada                   | 1                 |
| Francia                  | 11                |
| Germania                 | 16                |
| Irlanda                  | 2                 |
| Norvegia                 | 10                |
| Nuova Zelanda            | 2                 |
| Paesi Bassi              | 6                 |
| Regno Unito              | 4                 |
| Stati Uniti              | 1                 |
| Stati Uniti (dance club) | 1                 |
| Stati Uniti (R&B)        | 1                 |
| Svezia                   | 18                |
| Svizzera                 | 17                |
| Classifica (2016)        | Posizione massima |
| Stati Uniti (rock)       | 2                 |

### Classifiche di fine anno
| Classifica (1984)  | Posizione |
| ------------------ | --------- |
| Australia          | 14        |
| Belgio (Fiandre)   | 39        |
| Canada             | 10        |
| Nuova Zelanda      | 15        |
| Paesi Bassi        | 35        |
| Regno Unito        | 28        |
| Stati Uniti        | 1         |
| Classifica (2016)  | Posizione |
| Stati Uniti (rock) | 24        |

## Cover
Nel 1996 l'artista R&B Ginuwine ha registrato una cover del brano, prodotta da Timbaland e inserita nell'album Ginewine...the Bachelor (1997).
Altre versioni sono state registrate da Bob Belden, Damien Rice, Patti Smith (traccia inedita della raccolta Land (1975-2002)), Night Shift, Razorlight, Alex Clare e altri.